# Skaléta
Skaléta, en grec moderne : Σκαλέτα, est un village du dème de Réthymnon, en Crète, en Grèce. Selon le recensement de 2011, la population de Skaléta compte 310 habitants. Le village est situé à une altitude de 34 m et à 12 km de Réthymnon.